# استفانو کوزن
استفانو کوزن (انگلیسی: Stefano Cusin؛ زادهٔ ۲۸ اکتبر ۱۹۶۸) بازیکن فوتبال بازنشسته و مربی فعلی اهل ایتالیا است.
از باشگاه‌هایی که در آن بازی کرده‌است می‌توان به باشگاه فوتبال سروت اشاره کرد. 
وی در تیم های النصر عربستان ، الجزیره امارات ، ولورهمپتون ، پدیده مشهد سابقه مربیگری دارد.